# Китабский район
Китабский район (узб. Kitob tumani / Китоб тумани) — административная единица в Кашкадарьинской области Узбекистана. Административный центр — город Китаб.

## История
Китабский район был образован в 1926 году. В 1938 году вошёл в состав Бухарской области, а 20 января 1943 года отошёл к Кашкадарьинской области. 8 мая 1943 года часть территории района был передана в новый Миракинский район. В 1960—1964 годах район входил в состав Сурхандарьинской области.

## Административно-территориальное деление
По состоянию на 1 января 2011 года, в состав района входят:
- Город районного подчинения

1. Китаб

- 13 городских посёлков:

1. Абиканда
2. Алакуйлак
3. Бектимир
4. Бешказак
5. Бештерак
6. Варганза
7. Панджи
8. Рускишлак
9. Сариасия
10. Сиваз
11. Ходжи,
12. Яккатут
13. Янгиабад

- 12 сельских сходов граждан:

1. Багбан
2. Бектемир
3. Бештерак
4. Жилисув
5. Кайнарбулак
6. Катарбаг
7. Куйнакбай
8. Макрид
9. Паландара
10. Пахтаабад
11. Сиваз
12. Тупчак

## Достопримечательности
- Сийпанташ (uzb. Siipantash, «скользкий камень») — группа скальных камней с петроглифами в урочище Куруксай (uzb. Kuruksai, «сухой ручей») в 25 км к северо-западу от города Китаб в Китабском районе Кашкадарьинской области Узбекистана. Святилище эпохи мезолита или неолита (между X—V тыс. до н. э.). Сохраняет ритуально-магическое значение для местных жителей и в настоящее время.

## Уроженцы
- Абдулла Нурали оглы (1874-1957) — народный поэт Узбекской ССР.